# Para você querido Caé
Para você querido Caé è l'album di debutto della musicista italiana Patrizia Laquidara, pubblicato nel 2001 dalla casa discografica Velut Luna/Audio Records.
È dedicato, come indica il titolo, al cantautore brasiliano Caetano Veloso e comprende 16 brani, nello stile della Música Popular Brasileira.

## Tracce
1. O ciúme (intro)
2. Você é linda
3. Sampa
4. Carolina
5. Itapuá
6. A tua presença, Morena
7. Eu sei que vou te amar
8. Coração vagabundo
9. O cu do mundo
10. E preciso perdoar
11. Cucurrucucú
12. Lindeza
13. Cajuina
14. Meditação
15. O ciúme
16. Minha voz, minha vida